# Eresué
Eresué (Erisué en patués) es una localidad española perteneciente al municipio de Sahún, en la Ribagorza, provincia de Huesca, Aragón.
De la arquitectura local, cabe destacar la iglesia parroquial románica de San Juan Bautista y la Casa Negüe.
Las fiestas locales se celebran  el 10 y el 24 de junio, en honor a Santa Margarita y San Juan respectivamente.
Habitantes: 45
Altitud: 1350 m
Distancia a Huesca capital: 160 km
Eresué es una localidad que cuenta con el encanto de los pequeñísimos núcleos de montaña, con tan sólo 25 vecinos, y que goza de una privilegiada situación sobre la margen derecha del Ésera.
La ruta de acceso es por el CAMINO DEL SOLANO, que se trata de una pequeña carretera alfaltada, con sorprendentes y maravillosas vistas sobre el Valle de Benasque y sus montañas.
La altura a la que se encuentra este pueblo, 1350 m, le dota de una sensación de cercanía a la naturaleza que lo rodea, a sus bosques y fantásticos pinares y de unas espectaculares vistas.
Dentro del núcleo urbano cabe destacar: la iglesia parroquial de San Juan Bautista, ejemplo del arte románico del pirineo, y Casa Negüe, una muestra de las grandes casas características de la zona y que lentamente se están rehabilitando con mucho respeto y gracia.
Desde 1845 este pueblo, pertenece al Ayuntamiento de Sahún, después de haber mantenido durante dos lustros su independencia municipal. A principios de este siglo, llegó a juntar más de un centenar de habitantes, de los cuales solo quedan una cuarta parte.